# Zu Stolberg-Stolberg

Nederlands geslachtswapen (1980)

Zu Stolberg-Stolberg is een oud-adellijk geslacht uit Saksen waarvan leden sinds 1980 tot de Nederlandse adel behoren.

## Geschiedenis
De stamreeks begint met Heinrich, heer en graaf van Stolberg die tussen 1303 en 1329 wordt vermeld. In 1742 werd een lid van het geslacht Stolberg verheven tot des H.R.Rijksvorst. In 1893 werd het hoofd van de tak Stolberg-Stolberg door keizer Wilhelm II tot vorst verheven. Bij KB van 22 augustus 1980 werd Wilhelm Josef Oskar Friedrich Leopold zu Stolberg-Stolberg (1927-2011) ingelijfd in de Nederlandse adel met de titel van graaf op allen en werd zo de stamvader van het Nederlandse adellijke geslacht met die naam.
Anno 2018 woonden geen afstammelingen van dit Nederlandse geslacht meer in Nederland; er leefden toen nog drie mannelijke telgen: de chef de famille en zijn twee zonen.

## Enkele telgen

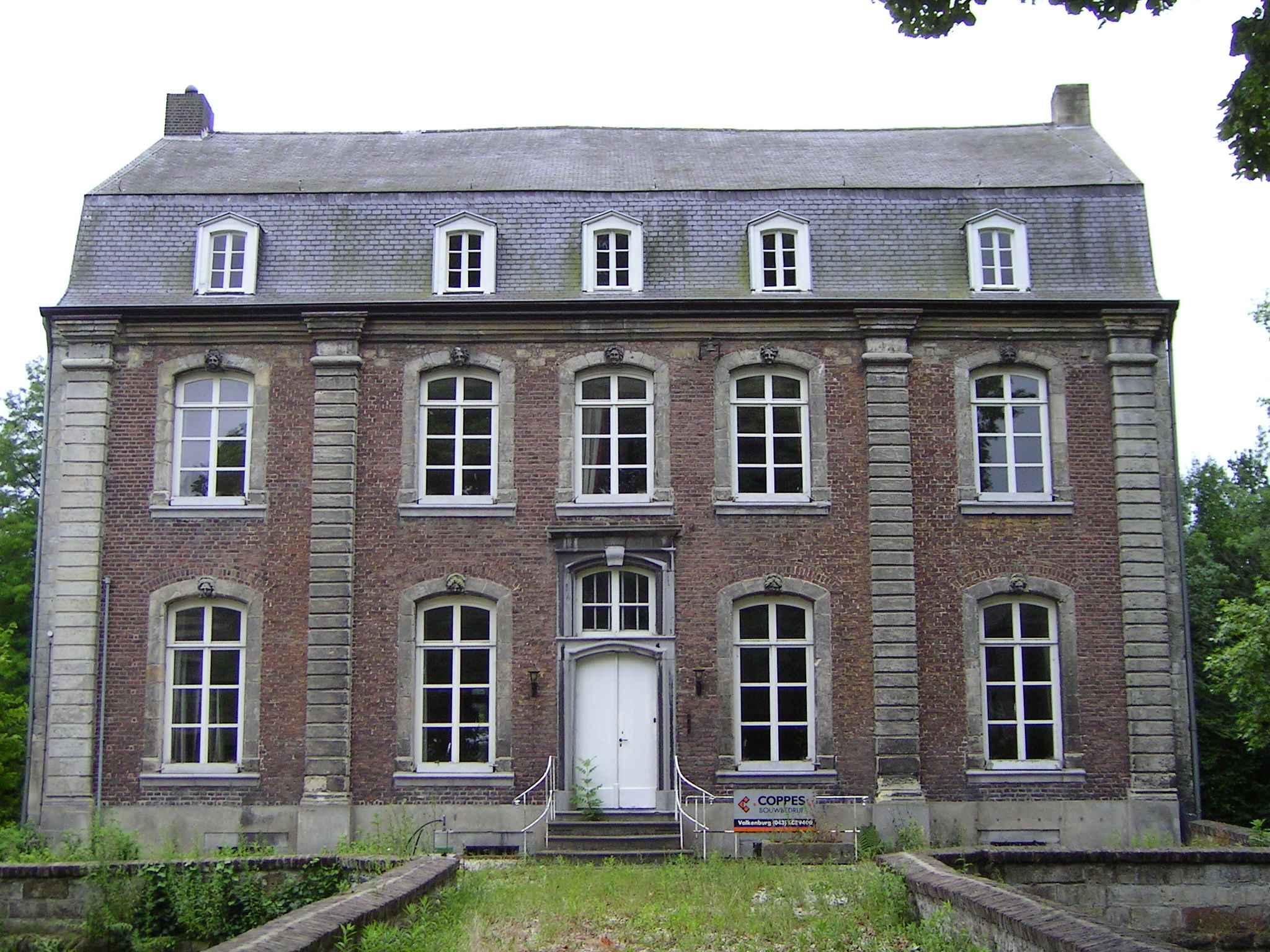
Voorgevel van kasteel Puth

Wilhelm Josef Oskar Friedrich Leopold graaf zu Stolberg-Stolberg (1927-2011), koopman, tot 2007 eigenaar en bewoner van kasteel Puth; trouwde in 1961 met Irina Prinzessin von Isenburg (1940), dochter van Franz-Ferdinand vorst van Isenburg (1901-1956) en lid van de vorstelijke familie Isenburg, uit welk huwelijk drie kinderen werden geboren:
- Franz-Joseph graaf zu Stolberg-Stolberg (1962), in 2018 werkzaam en wonend in Keulen, getrouwd en vader van twee zonen die tot de Nederlandse adel behoren, chef de famille van het Nederlandse adelsgeslacht
- Isabel gravin zu Stolberg-Stolberg (1963); trouwde in 1995 met (de Belg) Leopold prins en 13e hertog van Arenberg MBA (1956), hoofd van het hertogelijk huis Arenberg en zoon van Jan Engelbert 12e hertog van Arenberg (1921-2011)
- Irina gravin zu Stolberg-Stolberg (1964); was van 1994 tot 2012 getrouwd met Michel graaf de Liedekerke (1965), bankier en lid van het Belgische geslacht De Liedekerke

## Herkomst kasteel Puth
Laurent Michel François Guillaume Marie Oscar graaf de Marchant d’Ansembourg, heer van Neubourg, Puth en Amstenrade (1811-1883), lid van de familie De Marchant et d'Ansembourg
- Marie Antoinette Frédérique Pauline Hubertine gravin de Marchant d’Ansembourg (1847-1922); trouwde in 1872 met Franciscus Hubertus Ignatius Maria Graf zu Stolberg-Stolberg (1848-1912)
  - Joseph Oscar François Antoine Hubert Marie Graf zu Stolberg-Stolberg, heer van Ascherode, Borlinghausen (bij Warsburg, Westfalen) en Puth (Voerendaal) (1874-1956)
    - Wilhelm Josef Oskar Friedrich Leopold graaf zu Stolberg-Stolberg (1927-2011), tot 2007 bewoner van kasteel Puth

D'Aubremé † ·
Bentinck † ·
Van den Bosch ·
De Borchgrave d'Altena ·
Van Bylandt ·
Du Chastel de la Howarderie † ·
Van Gronsfeld Diepenbrock † ·
Dumonceau ·
Van der Duyn † ·
Festetics de Tolna ·
De Ficquelmont † ·
De Geloes ·
Van der Goltz † ·
Van Heerdt † ·
Van Heiden † ·
De Hochepied ·
Van Hoensbroeck ·
Van Hogendorp · 
Von Hompesch-Rürich † · 
De Larrey † ·
Van Limburg Stirum · 
Van Lynden ·
De Marchant et d'Ansembourg ·
Van Nassau la Lecq † ·
De Norman d'Audenhove ·
Von Oberndorff ·
Van Oranje-Nassau van Amsberg · 
De Perponcher Sedlnitsky ·
Von Quadt ·
Van Randwijck ·
Von Ranzow ·
Van Rechteren ·
Van Reede † ·
Van Renesse † · 
De Riquet de Caraman ·
Schimmelpenninck ·
Zu Stolberg-Stolberg ·
Van Wassenaer † ·
Wolff Metternich † ·
Van Zuylen van Nijevelt

Geslachten die tot de adel van het Koninkrijk der Nederlanden behoren of hebben behoord. Lijst volgens opgave van de Hoge Raad van Adel. †: Geslacht uitgestorven of titel vervallen.